# Tarvaia angusta
Tarvaia angusta är en rundmaskart som beskrevs av Gerlach 1953. Tarvaia angusta ingår i släktet Tarvaia och familjen Axonolaimidae. Inga underarter finns listade i Catalogue of Life.